# Уманець Руслан Геннадійович
Уманець Руслан Геннадійович (нар. 2 липень 1976, Донецьк, СРСР) — український футболіст, пізніше — тренер.

## Кар'єра гравця
Професійну футбольну кар'єру розпочав у 1993 році.
Виступав за ФК «Бажанівець» (Макіївка) з 1993 по 1995 рр., у складі якого провів 36 матчів та забив 1 гол. З 1995 року грав за дублюючий склад та другу команду донецького «Шахтаря». А з 1998 по 2000 р. виступав за міні-футбольний клуб «Шахтар» (Донецьк).

## Тренерська кар'єра
Після закінчення ігрової кар'єри працював дитячим тренером у донецькому «Металургу».
З 2001—2014 років. — тренер у дитячій футбольній школі донецького «Олімпіка». У сезоні 2005/2006 разом із командою, складеною з гравців 1991 року народження, виграв срібні медалі Вищої ліги чемпіонату України U-15. У серпні 2014 року Руслан Геннадійович разом із найкращими своїми вихованцями 2000 року народження перебралися до команди «Торпедо-ВУФК» U-15 (Миколаїв), з якою у 2015 році вийшов у фінальну частину чемпіонату України Вищої ліги ДЮФЛУ.
З 1 липня 2016 по грудень 2018 — старший тренер Олімпік (Д) U-19
З 13 квітня 2021 року по 2023 рік — помічник головного тренера вінницької «Ниви».
У липня 2023 року підписав контракт тренера з професійним клубом «Локомотив» (Київ), який бере участь у матчах Другої ліги України з футболу. Перед старторм сезону Уманець разом з керівництвом клубу провів селекційний відбір футболістів до команди с поміж 80-и кандидатів.
25 вересня 2023 року клуб заявив, що за обопільною угодою, Руслан Уманець припинив свої повноваження головного тренера першої команди.

### Вихованці
Найвідомішими вихованцями Руслана Геннадійовича є Заурі Махарадзе («Олімпік» Донецьк), Дмитро Гречишкін («Зоря» Луганськ), Владислав Кулач («Зоря» Луганськ), Ігор Левченко («Зоря» Луганськ), який є чемпіоном Європи у складі юнацької збірної України та Дмитро Олійник (ФК «Суми»).

## Родина
Сином Руслана є Артем також футболіст.